# Omas

Modell MoMa

OMAS (Officina Meccanica Armando Simoni) ist der Name eines ehemaligen italienischen Herstellers von Schreibgeräten, insbesondere Füllfederhaltern in klassischem Design. Seit der Firmengründung 1925 von Armando Simoni (1891–1958, Cavaliere della Corona d'Italia) ist der Firmensitz Bologna.
Nach dem Tod von Armando Simoni 1958 übernahmen seine Tochter Raffaella und ihr Ehemann Angelo Malaguti die Firmengeschäfte. Ihnen folgte an der Firmenspitze 1983 ihr damals 18-jähriger Enkel Gianluca Malaguti, bis schließlich im Mai 2000 die Firma Teil der LVMH-Gruppe wurde.
Die Füllfederhalter wurden bis vor Kurzem noch mit einer aus den 1930er Jahren stammenden, aufwändigen Kolbentechnik (kapsellose Kolbenmechanik mit Drehgewinde) und mit handgefertigten Ebonit-Tintenleitwerken ausgestattet und orientieren sich am klassisch-griechischen Design, das vom Firmengründer favorisiert wurde, insbesondere am Vorbild der Modellreihe "Doric" des US-amerikanischen Herstellers Wahl-Eversharp.
Im Januar 2016 wurde die Marke eingestellt.